# 소녀대
소녀대(少女隊, 일본어: 少女隊)는 일본의 걸그룹이다. 1984년 1집 앨범 《少女隊PHOON》으로 데뷔했으며 1986년 서울국제가요제에서 은상을 수상하였다. 1988년 서울올림픽 이미지송인 KOREA를 불렀다.
과거 일본의 식민 통치를 받았던 대한민국에서는 1980년대 당시만 해도 일본의 대중문화 방송을 문화 침략으로 간주하고 이를 용인하지 않았던 상황이었다는 점에서 소녀대의 노래 KOREA를 약 1분여 동안 문화방송을 통해 방송한 것에 대해 일본 언론은 큰 의미를 부여하였다. 1989년 솔로 활동을 위해 해산되었다.

## 구성원
- 야스하라 레이코 (安原麗子, 1969년 10월 18일생)
- 아이다 미호 (藍田美豊, 1969년 8월 31일생)
- 히키타 토모코 (引田智子, 1972년 11월 3일생)

### 전 구성원
- 이치카와 미에코 (市川三恵子, 1969년 12월 8일생)

## 음반

### 싱글
- Forever ~Gingam Check Story~ - 1984.08.28
- Ogenki desu ka? My Friend - 1985.01.10
- Sunao ni Natte Darling - 1985.04.03
- Nagisa no Dance Party - 1985.06.21
- Bye-Bye Girl - 1986.05.21
- Halley Romance - 1985.11.27
- Forever 2001 - 1985.12.21
- Motto Charleston - 1986.03.05
- Balance Sheet - 1986.10.01
- Kimi no Hitomi ni Koi shiteru - 1986.12.21
- Napoleon no Kushami - 1987.04.21
- SAKASAMA - 1987.10.26
- From Santa Clause Village - 1987.12.05
- Cherry Moon de Odorasete - 1988.03.25
- Korea (Japanese Version) - 1988.05.11
- Anniversary - 1989.02.01
- Forever - 1999.04.21

### 앨범
- Shojotaiphoon (少女隊PHOON?) - 84.08.28
- Shojotai Flamingo Island (少女隊フラミンゴIsland?) - 85.04.21
- Shojotai Adventure Island (少女隊アドベンチャーIsland?) - 85.07.31
- Shojotai Island (少女隊Island?) - 85.08.10
- UNTOUCHABLE - 86.02.25
- Are You Ready!? - 86.06.25
- FROM S - 86.08.28
- SUPER VARIO - 86.12.25
- ZOO - 87.05.25
- P-CAN - 87.12.05
- Fun Fan Fun - 89.3.1

### 베스트 앨범
- ABCD･･ - 1986.3.31
- SHOHJO-TAI THE BEST - 1986.12.05
- DO OUR BEST! - 1989.06.9
- TWIN BEST - 1997.03.19
- Golden Best (ゴールデン☆ベスト?) - 2004.11.17
- Golden Best - Shojotai Phonogram Single Collection - 2006.03.01
- Shojotai Best 10 (少女隊 ベスト10?) - 2007.01.27

## 소녀대 (2대째)

### 구성원

#### 전 구성원
- 카와노 미나미 (河野みなみ)
- 키무라 하즈키 (木村葉月)
- 사토 마리나 (佐藤まりな)
- 니시노 사야  (西野早耶)
- 미나토 아무 (湊あむ)

### 음반
- ゴールデンロード/少女の逆襲 - 2015.08
- 未来がまっている〜絆〜 - 2015.12
- FOREVER - 2016.05
- ロンリークリスマス - 2016.11
- 渚のダンスパーティー - 2017.08

## 같이 보기
- 세또래

## 참고 문헌
1. ↑  https://www.youtube.com/watch?v=XzBJO_dYvA0
2. ↑  1988년 9월 1일 한겨레 12면 생활/문화